# Baltische Philharmonie (Danzig)

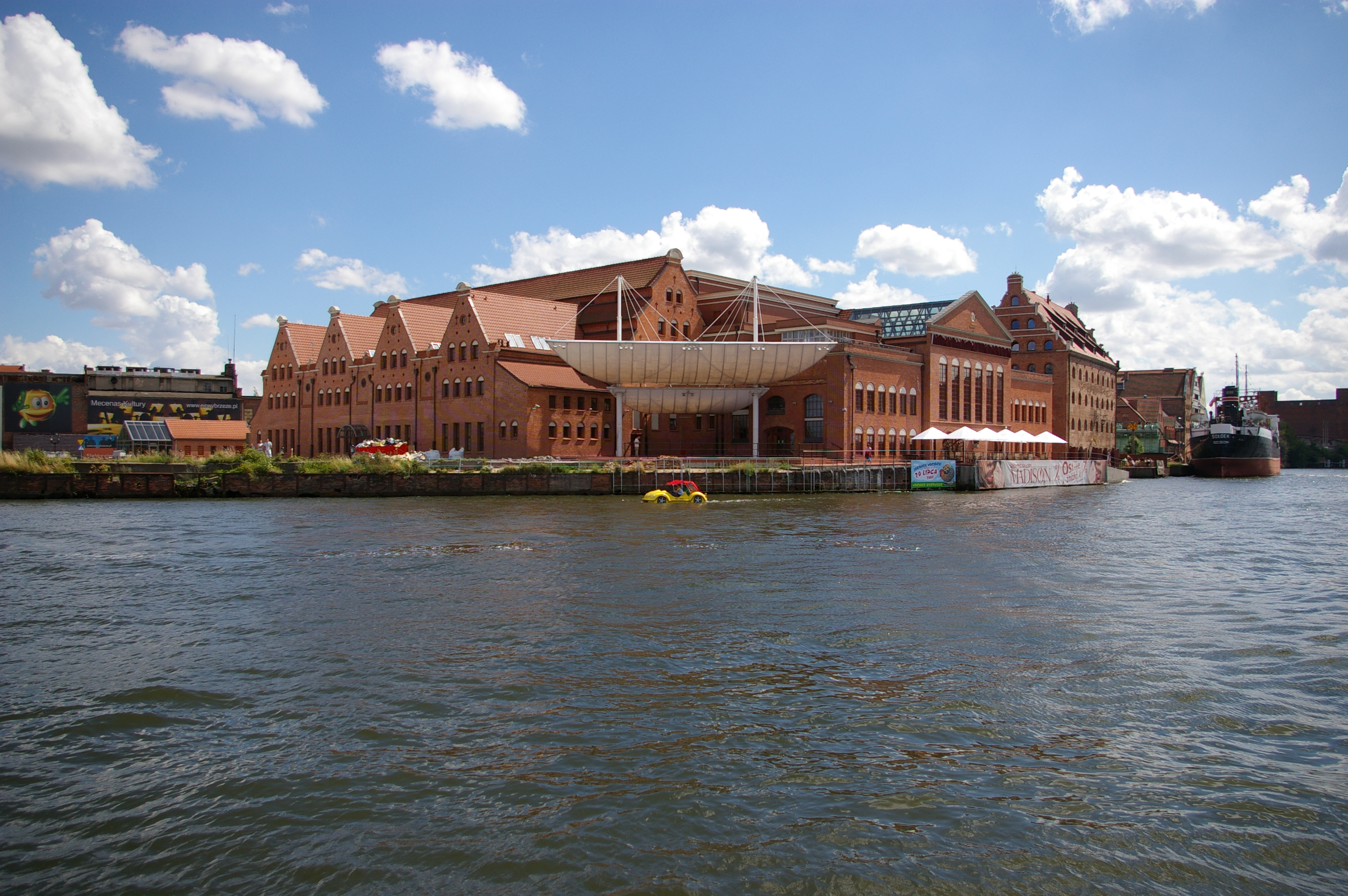
Baltische Philharmonie

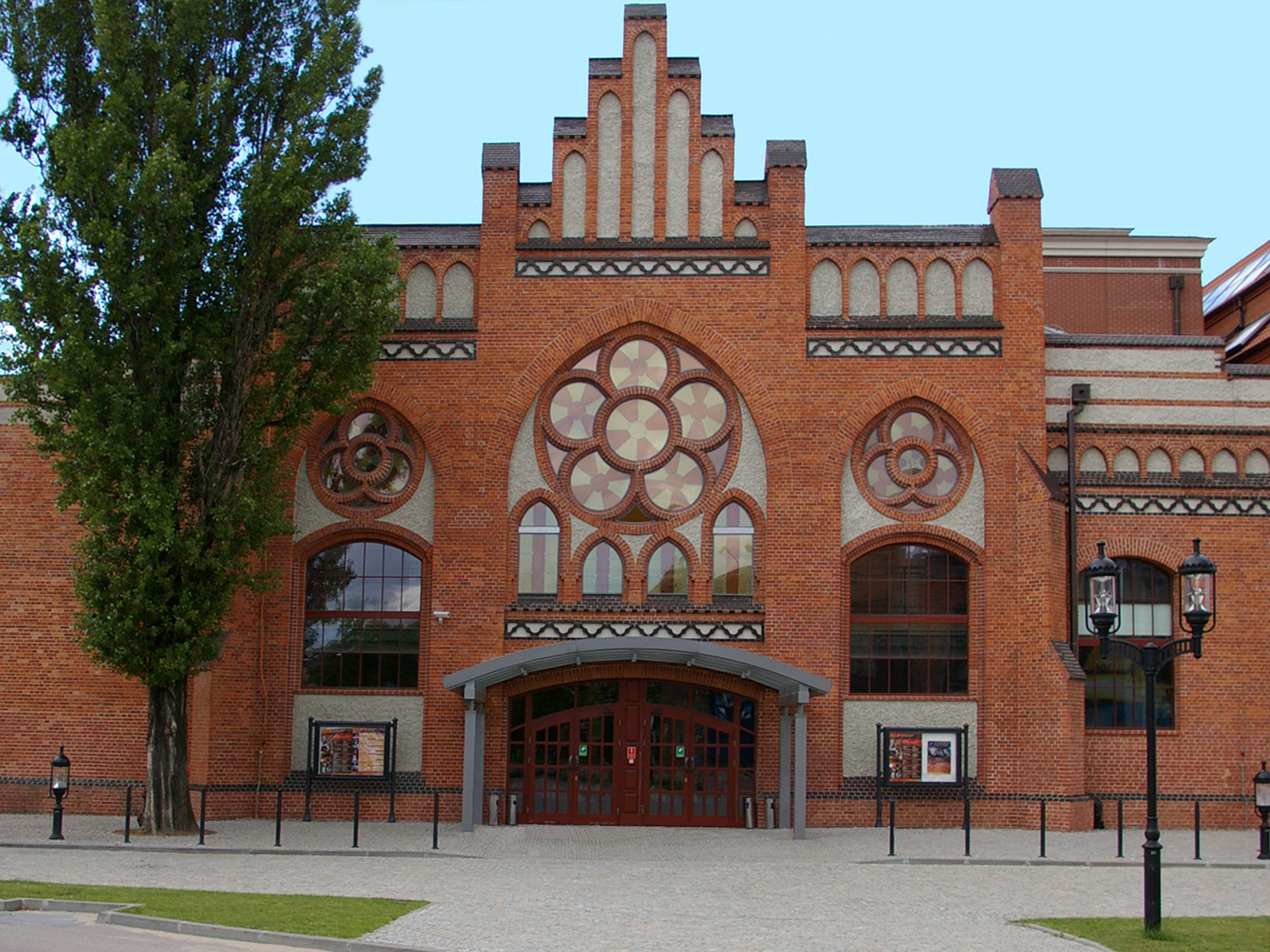
Baltische Philharmonie (Eingangsbereich)

Die Baltische Philharmonie (Polska Filharmonia Bałtycka im. Fryderyka Chopina w Gdańsku) ist eine Konzerthalle in Danzig auf der Bleihofinsel (Ołowianka). Sie entstand in den Jahren 1996 bis 2002.

## Geschichte
Das Orchester entstand ursprünglich im Jahr 1945 als „Städtisches Symphonisches Orchester“ mit Sitz in Sopot. Nach der Verstaatlichung 1949 wurde es in „Staatliche Baltische Philharmonie“ umbenannt. Nach dem Zusammenschluss mit dem Opernstudium entstand die „Staatliche Baltische Oper und Philharmonie“. Seit 1993 ist die Philharmonie wieder selbständig.
Das Gebäude, in dem sich die baltische Philharmonie heute befindet, wurde zwischen 1897 und 1898 als Elektrizitätswerk mit neogotischer Fassade errichtet. Nachdem das Werk 1996 stillgelegt worden war, wurde es anschließend zwischen 1996 und 2002 als Konzerthaus eingerichtet. Das erste Konzert im Haus fand 2002 im „Kammermusiksaal“ statt, anschließend wurde der Bau bis 2006 schrittweise fertiggestellt.
Der große Konzertsaal enthält 1100 Sitzplätze. Generaldirektor war bis 2008 der Organist und Leiter des Internationalen Olivaer Orgelmusikfestivals, Roman Perucki. Im Jahre 2008 wurde der 1961 in Berlin geborene Kai Bumann der Künstlerische Direktor. Bumann war in der Saison 1997/1998 Künstlerischer Direktor der Krakauer Oper.